# يابل (مقاطعة ديواندرة)
يابل (بالفارسية: یاپل) هي قرية تقع في قسم تشهل تششمه الريفي (مقاطعة ديواندرة) في إيران. يقدر عدد سكانها بـ 486 نسمة بحسب إحصاء 2016.